# Іванов Валерій Геннадійович
Вале́рій Генна́дійович Івано́в — український політик.

## Життєпис
Народився 24 грудня 1947.
Народний депутат України 2-го скликання, обраний за списками Комуністичної партії України.